# Ускюдар (станція метро)
41°01′31″ пн. ш. 29°00′46″ сх. д. / 41.025328779319° пн. ш. 29.012762277383° сх. д.
Ускюда́р (тур. Üsküdar) — кінцева найзахідніша станція лінії М5 Стамбульського метро в Ускюдар. Відкрита 15 грудня 2017 року разом з восьми іншими станціями до Яманевлер
Станція розташована під площею Ускюдар, біля Босфору, у кварталі Мімара-Сінан. 

## Пересадки
- Станція Ускюдар лінії Мармарай
- Пороми з причалу Ускюдар
- Автобуси [2]: 
  - Ускюдар Мармарай: 2, 5, 6, 9A, 11BE, 11C, 11D, 11E, 11ES, 11L, 11M, 11P, 11ST, 11T, 11Ü, 11ÜS, 11Y, 12, 12A, 12C, 139, 139A
  - Мечеть Ускюдар спереду: 15, 15B, 15C, 15E, 15H, 15K, 15KÇ, 15M, 15N, 15P, 15R, 15S, 15T, 15U, 15Y, 15ŞN, 15Z,
  - Шемсі-паша: 2, 5, 6, 9A, 11BE, 11C, 11D, 11L, 11M, 11P, 11ST, 11T, 11Ü, 11Y, 13M, 16A, 16F, 16M, 16, 18, 18Ü, 18Y, 320A
- Маршрутки: 
  - Ускюдар - Аджибадем,
  - Ускюдар - Ферах-махаллесі,
  - Ускюдар - Расатхане,
  - Ускюдар - Коз'ятаги,
  - Ускюдар - Ферхатпаша,
  - Ускюдар - Аташехір,
  - Ускюдар - Чекмекьой,
  - Ускюдар - Алемдаг,
  - Ускюдар - Тавукчуйолу-джаддесі - Алемдаг,
  - Ускюдар - Есатпаша
  - Ускюдар - Багларбаши,
  - Ускюдар - Беїкоз,
  - Ускюдар - Ерзурум-Ситеси,
  - Ускюдар - Чекмекьой,
  - Ускюдар - Нух0Куюсу,
  - Ускюдар - Эмнієт-махаллесі

## Конструкція
Конструкція — станція закритого типу мілкого закладення (глибина закладення — 19 м), має острівну платформу та дві колії.

## Визначні місця поруч
- Мечеть Азіза Махмуда Худаї[tr]
- Парк Хаджибаба
- Мечеть Міхрімах Султан
- Мечеть Рум Мехмет-паши[en]
- Мечеть Сельмана-аги[tr]
- Мечеть Шемсі-паші
- Рибний базар Ускюдар
- Ускюдарська професійно-технічна анатолійська середня школа
- Мечеть Нова Валіде.